# Турецкая интервенция в Дагестане
Турецкая интервенция в Дагестане — попытка Османской империи закрепиться на Северо-Восточном Кавказе в последние месяцы Первой мировой войны.

## Подготовка

### Первые эмиссары
После Февральский революции в Дагестан в апреле 1917 года начали прибывать турецкие агенты — офицеры и инструкторы — во главе с офицером Шукри-беем, присланные для продвижения среди населения идей шариата и независимости Северного Кавказа. Были созданы ячейки в крупных сёлах Нагорного Дагестана и Чечни, через них местная молодёжь обучалась турецкому строю и языку. Шукри-бей участвовал в политической жизни Дагестана, выступал на собраниях Дагестанского исполнительного комитета. По словам полковника Магомеда Джафарова, он «сделался в Дагестане вполне своим человеком, который всех и всё знал и с которым все считались».

### Провозглашение Горской республики
В феврале 1918 года из Владикавказа в Грузию бежали члены Горского правительства. Обосновавшись в тифлисском отеле «Ориент», они развернули активную дипломатическую деятельность. В Турцию просить помощи были направлены Гайдар Бамматов, Магомед-Кади Дибиров и Зубайр Темирханов. 1 апреля они прибыли в Трапезунд, где проходили переговоры между турками и Закавказским сеймом, и предложили османам заняться делами Северного Кавказа.
Турецкое наступление в Закавказье стремительно развивалось. 15 апреля 1918 года турецкие войска без боя овладели Батумом, 25 апреля Карсом, оставленными русскими войсками.
В конце апреля 1918 года члены Горского правительства опубликовали в Стамбуле манифест о создании независимой республики горцев Северного Кавказа. В ответ большевики заявили, что народы Терского края не посылали туда своих представителей и не признают никакой горской республики.

27 апреля 1918 года главнокомандующий турецкими войсками на Кавказе Мехмед-Вехиб-паша телеграфировал Закавказскому правительству:

### Переговоры с Османской империей

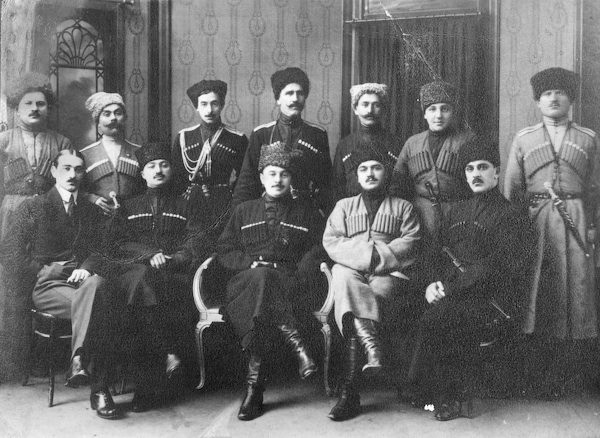
Лидеры Горской республики

Просьбы о признании нового правительства были направлены в Константинополь, Вену, Берлин и Софию. В мае 1918 года делегация членов ЦК Союза горцев Северного Кавказа прибыла на Батумскую мирную конференцию, и после завершения переговоров с турками, 11 мая 1918 года провозгласила независимость Республики Союза горцев Северного Кавказа и создала новое Горское правительство, обратившееся за поддержкой к Турции и Германии. В состав Горской республики были включены «области и провинции Дагестана, Терека, Ставрополя, Кубани и Чёрного моря в бывшей русской империи».
Турция незамедлительно признала вновь провозглашённое государство и заключила с ним 8 июня 1918 года в Батуме договор о дружбе и взаимопомощи. Уже 12 мая 1918 года Энвер-пашой было отдано распоряжение о начале подготовки османских военных подразделений к отбытию на Северный Кавказ.

### Переговоры с Германией
Препятствием для получения помощи из Османской империи был германский контроль, установленный над военными перевозками в Грузии. Поэтому министр иностранных дел Горского правительства Баммат просил главу закавказской делегации на переговорах в Батуме Чхенкели добиваться решения восстановить движение по железнодорожной линии Батум — Тифлис и по шоссе Тифлис — Владикавказ. Просьба была также направлена главе германской делегации Отто фон Лоссову. Чтобы добиться признания Германией глава горского правительства Тапа Чермоев в переговорах апеллировал даже к тому факту, что за всё время северо-кавказских этнических конфликтов, происходивших после революции, ни одна из местных немецких колоний не пострадала от горцев.
20 мая Лоссов ответил, что Берлин готов помочь горскому правительству, однако не согласен с заявленными границами Горской республики в части Кубани, которую следует включить в Украину и которую без войны у местных казаков не отнять. 14 мая германский посол в Москве граф фон Мирбах передал наркому иностранных дел Чичерину радиограмму с текстом заявления Горского правительства о провозглашении независимости. Тот ответил, что большевистское правительство новую республику не признаёт. 30 мая нота протеста была направлена и турецкому послу.

## Миссия Беркока против большевиков
В конце мая в Дагестан из состава 4-й пехотной дивизии османской армии был отправлен экспедиционный отряд во главе с полковником Исмаил Хакки Беркоком, который должен был взять на себя организацию Исламской армии Кавказа для борьбы против советов. Беркок находился в подчинении генерала Юсуфа Иззет-паши, который в свою очередь подчинялся генералу Нури-паше. Большинство военнослужащих, как и сам Беркок, происходило из потомков кавказских мухаджиров. Отряд был плохо экипирован и вооружён, пешком шёл из Батума и только от холода и болезней за 43 дня потерял в пути 130 человек при начальном составе в 652, из которых до 50 — офицеры. Турецкое командование, занятое на фронтах мировой войны и в Закавказье, в то время не могло отправить на Северный Кавказ крупные силы.
К маю 1918 года Дагестан был разделён между большевиками, занимавшими равнинную часть, и шариатистами, которым был подконтролен Нагорный Дагестан. Турки, пробравшись через Нухинский перевал, закрепились в Кумухе, Гунибе, Хунзахе и других горных сёлах и приступили к объединению действий дагестанских отрядов. Исмаил Хакки Беркок стал главным военным советником Горского правительства. Почти во всех крупных населённых пунктах Дагестана турецкие эмиссары развернули активную антибольшевистскую пропаганду. При участии турецких инструкторов было создано несколько фронтов, которые должны были начать координированное наступление отрядов Нажмудина Гоцинского и Узун-Хаджи на занятые большевиками Темир-Хан-Шуру и Петровск-Порт. Шариатисты созвали в Гунибе съезд и объявили мобилизацию горцев, начались боевые действия на широком фронте — Кизлярские высоты, Аркас, Гимринские горы, Салатавия. 
Небольшая группа из нескольких десятков инструкторов во главе с Шукри-беем отправилась в Ведено помогать чеченцам и ингушам в войне с терскими казаками.
В Дагестане был создан филиал партии «Иттихад ве те-ракки» («Единение и прогресс»). Туркам симпатизировали значительная часть дагестанской буржуазии и духовенство, в том числе Нажмудин Гоцинский, Узун-Хаджи, Али-Хаджи Акушинский и другие.
Советский историк Гаджиали Даниялов писал:
По словам полковника Магомеда Джафарова, жители Дагестана привыкли думать, что турок — это образец мусульманина, но это представление было разрушено, когда они увидели, что турки не молились, не совершали намаз и не держали пост в Рамадан.

## Наступление Бичерахова
В августе — сентябре 1918 года Советская власть в Дагестане была ликвидирована войсками полковника Бичерахова, что несколько пошатнуло положение турок. Военный министр Горского правительства князь Тарковский 25 сентября заключил с Бичераховым соглашение и объявил себя временным диктатором Дагестана. Впоследствии он объяснял свои действия необходимостью, и утверждал, что получил на них согласие Исмаил Хакки Беркока.
По настоянию Беркока был созван съезд представителей дагестанских обществ, где под угрозой расстрела была запрещена продажа хлеба казакам. В октябре в Казикумухском, Андийском, Аварском и Даргинском округах началась обязательная мобилизация для комплектования 12-й турецкой пехотной дивизии для действий на Северном Кавказе. Объявлены учёт и сдача оружия. Уклонение от мобилизации грозило строгим наказанием, вплоть до смертной казни. Военная подготовка мобилизованных проходила медленно, так как инструкторы не знали местные языки.
Подполковник Борис Кузнецов, находившийся с бойцами аварского ополчения в крепости Гуниб, следующим образом описывает строевые занятия турок:
В таком состоянии турки не представляли для Бичерахова опасности. К началу октября им удалось увеличить свой отряд до 800 человек за счёт бывших военнопленных. Турки не вступали на равнину, лишь один раз предприняв неудачный поход на Темир-Хан-Шуру.

## Наступление Иззет-паши

### Силы сторон

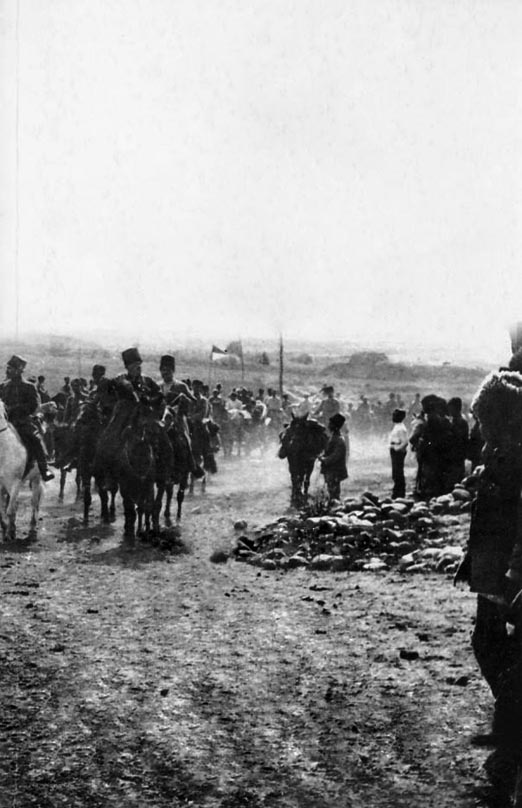
Кавалерийские части Кавказской исламской армии
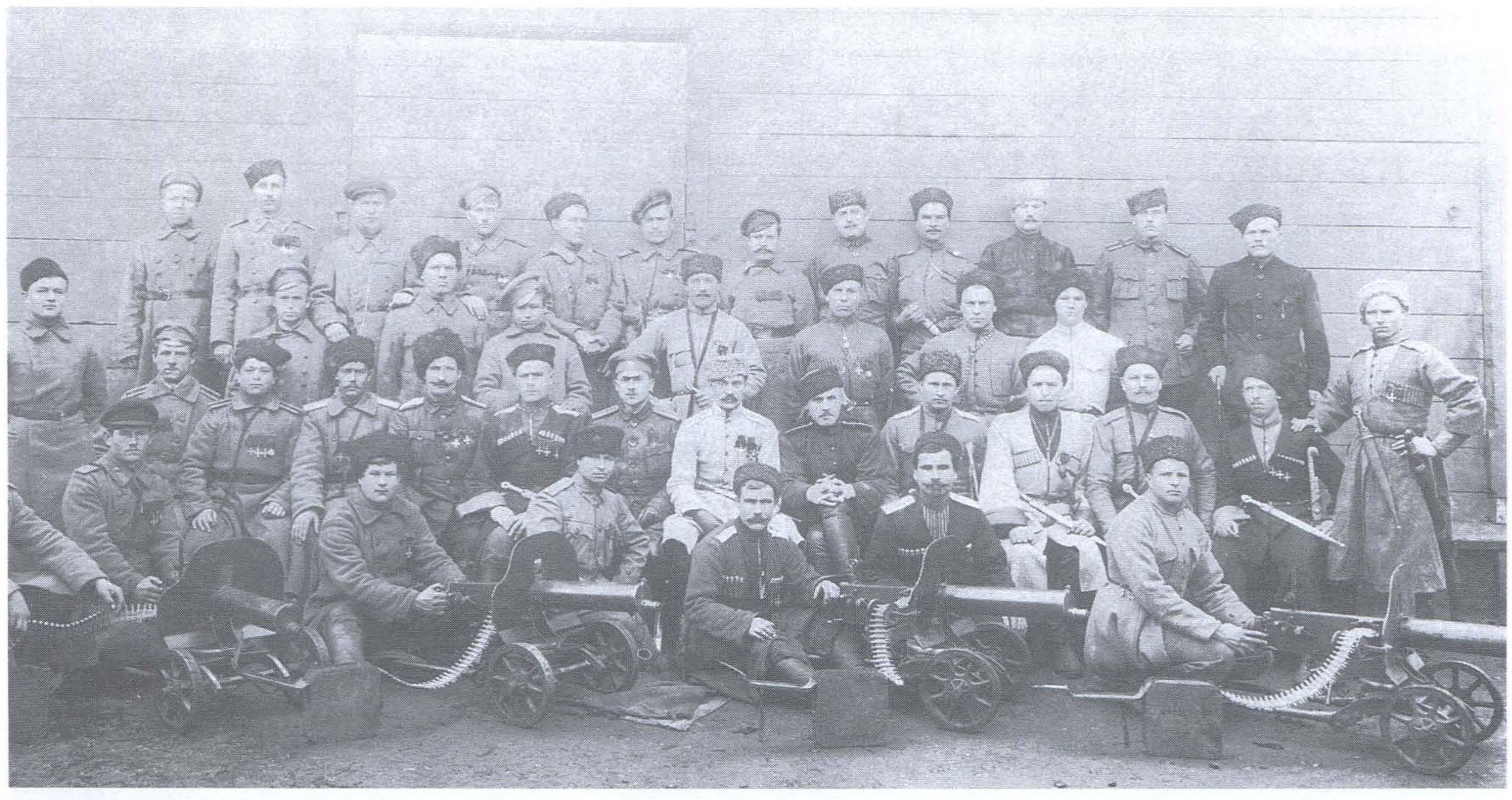
Бичераховцы
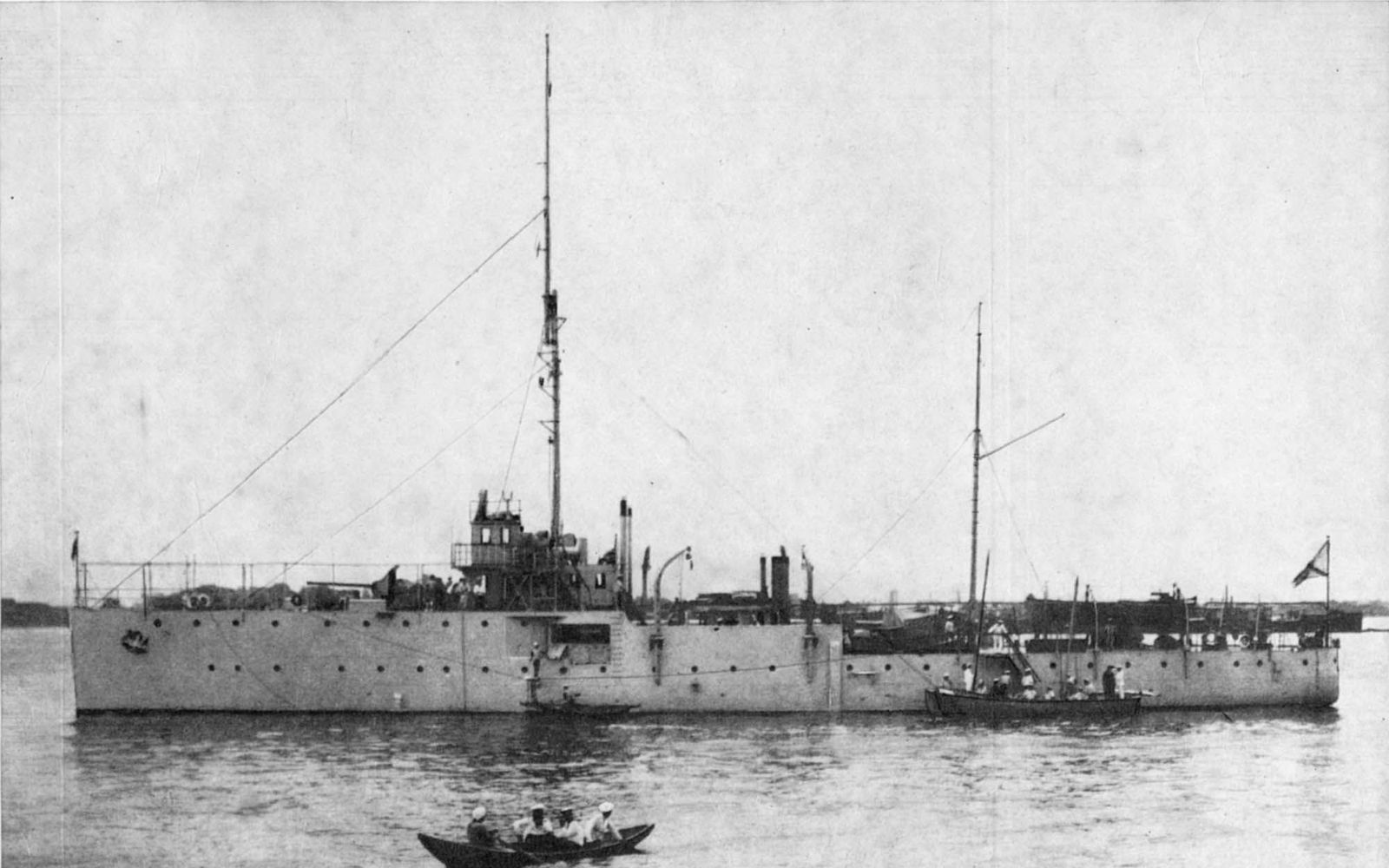
Канонерская лодка «Ардаган»

Османские силы под командованием Юсуфа Иззет-паши к началу наступления включали 15-ю пехотную дивизия, части азербайджанских войск, одну дивизию из дагестанцев и отряд горцев Северного Кавказа. 15-я дивизия насчитывала 5 пехотных батальонов и 1 кавалерийный эскадрон — всего 4200 солдат, они имели 25 пелемётов и 4 крупнокалиберных горных орудия.
Кавказская армия и Кавказская флотилия Бичерахова осенью достигли списочного состава почти в 30 тысяч человек, но большая часть пополнений состояла из петровских армян. В наличии также указаны 6 тысяч лошадей, 22 пулемёта, 107 орудий, 8 бронеавтомобилей, два бронированных поезда, один поезд-батарея и один вспомогательный поезд, 34 легковых и 39 грузовых автомобилей, авиадивизион, 9 вооружённых судов, 4 стационарные и 4 подвижные радиостанции. Шёл набор добровольцев из горских народов в местную милицию, в Дербенте сформирована еврейская рота из фронтовиков. Кроме того, армия пополнялась за счёт российских военнопленных, которых Бичерахов выменивал у турок, а также пленных красноармейцев.
Ядром Кавказской армии был 3-тысячный партизанский отряд терских и кубанских казаков с Персидского фронта. В Петровске он был развернут до 9 батальонов, 8 батарей и 6 сотен казаков с техническими командами.

### Начало
После взятия Баку турки смогли начать переброску в Дагестан крупных сил. Нури-паша отдал приказ о наступлении 20 сентября. Своего флота у них не было, турецкие части стали незаметно перемещаться по железной дороге к Дербенту. Русские железнодорожные служащие передавали сведения о передвижении эшелонов в Русский национальный комитет, откуда их передавали представителю Бичерахова ротмистру Воскресенскому.
Бичерахов в это время был занят борьбой с красными на Кизлярском фронте, и не мог направить против турок достаточных сил. 6 октября 4 тысячи турок, усиленные собранными Али-Хаджи Акушинским отрядами даргинцев, заняли Дербент. Вскоре туда прибыл глава правительства Горской республики Тапа Чермоев.

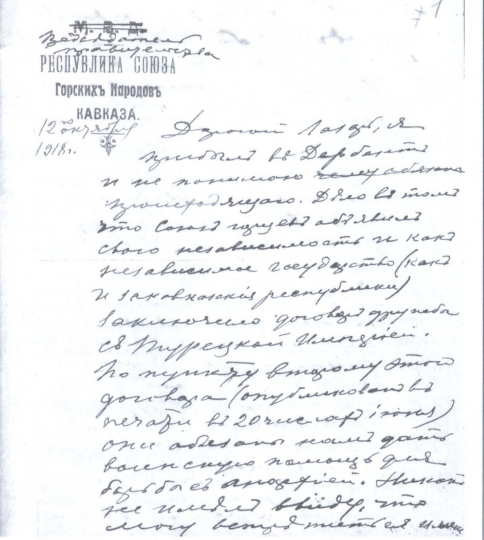
Письмо председателя Горского правительства Тапы Чермоева Бичерахову с требованием сложить оружие. 12 октября 1918 г.

Чтобы не нарушать Брестский мир, турецкое правительство отдало приказ о расформировании Кавказской исламской армии, турецкая дивизия официально была включена в состав войск Горской республики, а Иззет-паша был назначен главнокомандующим вооружёнными силами республики.
В первой половине октября части Бичерахова под началом командующего полевыми войсками полковника Бориса Никитина начали тяжёлые оборонительные бои при поддержке кораблей Каспийской эскадры ротмистра Воскресенского.

### Сражение у Мамедкалы
Полупартизанская тактика русских позволила отбросить противника и провести наступательную операцию у Мамедкалы. В сражении 13 октября орудия канонерок «Карс» и «Ардаган», а также орудия полевой и тяжёлой артиллерии из приморской долины перекрёстным огнём подавили батареи турок, три батальона атаковали позиции противника в предгорье, а казаки совершили глубокий фланговый охват, пройдя по горам. Турецкий фронт был прорван. Иззет-паша, отступивший к Дербенту, прислал парламентёра, но Никитин продолжил наступление.
Передвинув тяжёлую артиллерию от Мамедкалы к разъезду Огни, русские снесли 9-дюймовыми бомбами часть окопов передовой линии турок, и Иззет-паше пришлось самому останавливать турецкую пехоту, отошедшую к Дербенту.
На следующий день Иззет-паша направил парламентёров к Бичерахову, со словами:
Бичерахов отверг требование.

### Отступление русских
Отряд Никитина отступал на север с тяжёлыми арьергардными боями. Под Каякентом арьергард был окружён турецкой пехотой, а артиллерия противника заняла позицию у него в тылу, к северу от станции. Благодаря подкреплению, ударившему в тыл турок, русским удалось прорвать окружение и отступить на север.
Под Буйнаком для прикрытия отступления по одноколейной дороге, один за другим, были пущены три блиндированных поезда, два из которых со стрельбой влетели через наступавшую турецкую пехоту на занятую противником станцию, а затем, расстроив ряды противника, при поддержке третьего поезда и полевой артиллерии, сумели вырваться на север, за буйнакский виадук.

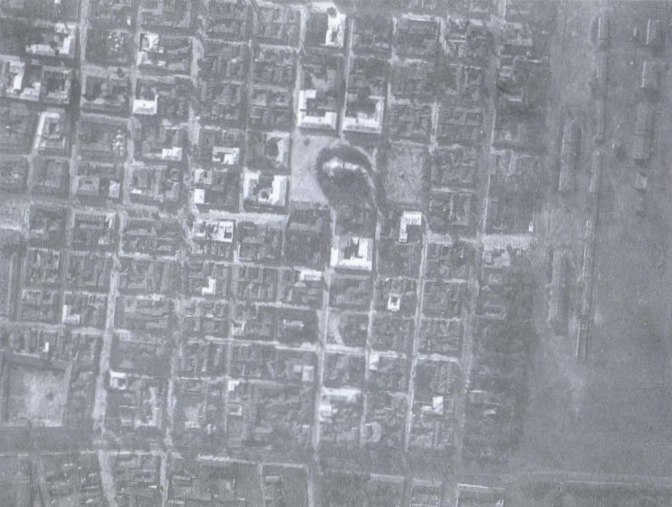
Снимок Темир-Хан-Шуры 20 октября авиа-разведкой Бичерахова

Остановить превосходящие силы войска Бичерахова не могли. 23 октября Иззет-паша занял Темир-Хан-Шуру. В бою за город принимала участие также Шариатская гвардия Чеченского национального совета, его командир Магомед-Мирза Токаев и чеченский шейх Али Митаев лично встречали Чермоева у Темир-Хан-Шуры. Турки начали наступление на Петровск с двух сторон: по прибережной полосе и с запада.

### Сражение на Таркинских высотах

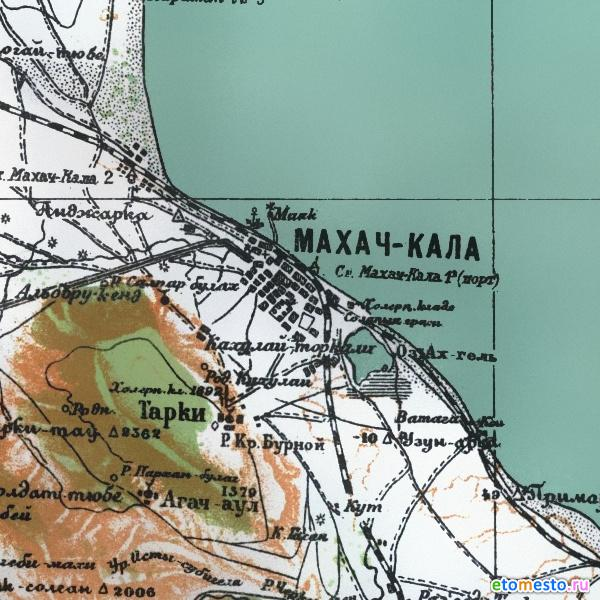
Петровск (Махачкала) и Тарки на топографической карте 1926 года

30 октября было подписано Мудросское перемирие, ознаменовавшее поражение Османской империи в войне. Узнав об этом, русские 2 ноября известили Иззет-пашу и предложили ему отвести войска на 25 км от боевой линии. Тот взял два дня на размышление, за это время перегруппировался и 4 ноября начал наступление по всему фронту. В Петровске началась паника, город был переполнен бежавшими с позиций дезертирами, а в порту разгорелся пожар: кто-то поджёг пароход «Адмирал Корнилов», на котором находился бичераховский морской штаб, пароход сгорел, но штаб спасся.
В сражении 4—5 ноября на западном горном секторе обороны — высотах Тарки-Тау — русские после третьей контратаки остановили противника, а утром 5-го прорвали его фронт в направлении на Кизил-Агач. В этом бою почти полностью погибла оказавшаяся проездом в Петровске и пришедшая на помощь защитникам города Уральская офицерская казачья полусотня, а также 2-й десантный отряд матросов Каспийской флотилии.
Остановить контратаку русских помог только подход чеченского отряда Али Митаева. По словам Никитина, хитрый «старый кунак», считавшийся другом русских, но всегда воевавший против них, через два месяца сам рассказал ему об этом бое в подробностях.
Турки с большим количеством пулемётов и при поддержке полевой артиллерии, бившей с закрытых позиций к западу от плато, упорно контратаковали, и местами взобрались на высоты Тарки-Тау, последнего оборонительного рубежа русских. Штаб полевых войск Никитина располагался на развалинах крепости в Тарки. Оттуда русские в штыки отбивали атаки при поддержке четырёх казачьих пулемётов и двух конно-горных орудий, бившими картечью. Гаубицы, расположенные на южном отроге горного кряжа, накрывали бомбами расположение противника.
Из порта вышли канонерки «Карс» и «Ардаган», начавшие залповый огонь из дальнобойных 120-мм орудий. Снаряды, перелетая через головы защитников, уже на излёте ложились по главным резервам Иззет-паши на Кизил-Агачском подступе.
Обстрел замедлил подготовку турок к наступлению, но к 5 часам дня Иззет-паша сосредоточил войска перед позицией русских, а частью сил зашёл во фланг к самым развалинам крепости, готовясь нанести решительный удар. Подняв в контратаку штабную команду и последний резервный батальон, всего около 400 человек, Никитин при поддержке пулемётов хорунжего Хмары и конно-горных орудий штабс-капитана Гибера, выкатившихся под огнём турецких пулемётов на открытую позицию, и бивших в упор, сумел отбросить противника, не принявшего штыкового боя и скрывшегося в окрестных лесах. Русские потеряли в этой атаке убитыми и ранеными 80 человек, а два солдата-артиллериста обезумели от ужаса и бросились со скалы в пропасть. К вечеру бои прекратились, но обстрел турок с канонерок с моря тем временем возобновился. Последующие сутки прошли в тишине. Никитин выслал всех офицеров из Тарки в порт, чтобы те навели порядок и собрали дезертиров. На следующий день они вернулись на позиции.
По словам сподвижников Иззет-паши, в этом бою они расстреляли все патроны своих полевых и головных парков.
В разгар сражения на рейд Петровска прибыли вооружённые пароходы английской Каспийской флотилии, и с «Президента Крюгера» к туркам была направлена делегация из русского, английского и французского офицеров. Они потребовали объяснить, на каком основании Турция продолжает вести боевые действия после заключения перемирия. Турецкий командующий ответил, что его войска состоят на службе у азербайджанского и горского правительств и никакого отношения к Турции не имеют. Переговоры ни к чему не привели и корабли покинули петровский рейд.

### Эвакуация Петровск-Порта
Не рассчитывая удержать город в случае повторной атаки, Бичерахов, получивший 6 ноября от генерала Томсона предложение участвовать в новой оккупации Баку, принял решение свернуть военные операции в Дагестане и Кизляре и эвакуироваться. Терское восстание, которому он пытался помочь, потерпело поражение, а взятие Баку должно было отрезать турецкие войска в Дагестане и привести к их капитуляции. На 57 кораблей погрузили армию, 3 тысячи раненых и больных из каспийских портов; всего, вместе с беженцами, главным образом, армянами из Эривани и Баку, было эвакуировано 60 тысяч человек. Они покинули Дагестан 11 ноября, турки не препятствовали эвакуации.
Бичерахов рассматривал возможность переплыть Каспийское море и и остановиться в Красноводске, где находился английский гарнизон. Но по настоянию руководителя местного правительства Куна английское командование воспрепятствовала этому плану.
Два вооружённых парохода прикрывали эвакуацию с кизлярских позиций, вступив у Старотеречной в сражение с четырьмя кораблями Красной армии и потопив один из них. Бичерахову удалось успешно закончить эвакуацию, высадив беженцев и войска за островом Сара у Ленкорани. Русские войска высадились в Баку, который после Мудросского соглашения перешёл к англичанам.

## Турецкое присутствие
Части Иззет-паши вошли в Петровск 7 ноября. Город был переименован в Шамиль-калу, диктатор Дагестана Нух-бек Тарковский сдал полномочия и вся территория области перешла под контроль Горской республики, военным губернатором был назначен полковник Джамалуддин Мусалаев.
17 ноября между Горским правительством и Иззет-пашой был подписан договор, по которому турецкие войска оставались в Дагестане. Турецкая армия снабжалась за счёт контрибуций, взимаемых с населения. В случае сопротивления аулы отдавались на трёхдневное разграбление, а за убийство турецкого аскера было приказано расстреливать трёх горцев.
Имущество бичераховской армии, которую они не успели забрать, было реквизировано горским правительством. 24 вагона снарядов, патронов, винтовок, орудий и 40 платформ с обозным имуществом были отогнаны в Темир-Хан-Шуру.
Для организации горской армии турки открыли в Ахты школу младших командиров, и объявили военный набор — по одному бойцу с каждых десяти дворов. Из-за недовольства населения некоторые аулы турецкая жандармерия брала с боя, а в Доргели, Нижний Дженгутай и Кадар турок вообще не пустили. В результате вместо пехотной и кавалерийской дивизий удалось набрать два полка. Стали формироваться три пеших батальона имени Шамиля, один конный Кумыкский дивизион, ещё планировались 2-й Чеченский полк, артиллерийский дивизион и пулемётная команда.
Тарковский формально сложил полномочия диктатора и снова стал военным министром Горского правительства, но фактически продолжал управлять Дагестаном под турецким протекторатом, а правительство Чермоева, как пишет офицер Тарковского Борис Кузнецов, никто всерьёз не воспринимал.
17 ноября союзники заняли Баку. Англичане потребовали вывода из Дагестана частей Иззет-паши. Горское правительство пыталось оставить часть турок, изменив их национальный статус, однако британское командование запретило это. К концу ноября турки покинули Дагестан.
Часть отряда Бичерахова 30 ноября по железной дороге прибыла в Петровск, а в декабре англичане направили туда полковника Роулинсона (Ролладсона) с небольшим отрядом. Английская миссия прибыла 21 декабря в Темир-Хан-Шуру, Роулинсон был назначен командующим вооружёнными силами Горской республики. Турецкое присутствие сменилось британским.

## В историографии
Результатом больших усилий и жертв сил Бичерахова стала оккупация, продлившаяся менее месяца. Об обороне Петровска войсками Бичерахова уже через год мало кто помнил. По словам Бориса Никитина, «читая авторов, не бывших в Петровске, можно подумать, что петровских боев даже никогда не было».
Капитан 1-го ранга К. К. Шуберт, побывавший в 1919 году на месте боев в Старотеречной, и пытавшийся собрать сведения о Бичерахове, пишет:
В итоге, из-за общего негативного отношения к Бичерахову со стороны белых мемуаристов и красных историков, последние бои Первой мировой войны на турецком фронте долгое время оставались почти неизвестными. Пользуясь этим, советские историки написали в энциклопедии гражданской войны, что «против интервентов и войск „Горского правительства“ героическую борьбу вели советские войска (5—6 тыс. человек) во главе с М. Дахадаевым и У. Буйнакским».
Воспоминания о боях за Дагестан подробно описаны в мемуарах полковника Бориса Никитина. 

## Комментарии
1. ↑  по данным бичераховской агентуры, было повешено 9 человек
2. ↑  Дахадаев был расстрелян 22 сентября 1918
3. ↑  Буйнакский с лета 1918 по весну 1919 находился в Москве